# Rudolf Tomsits

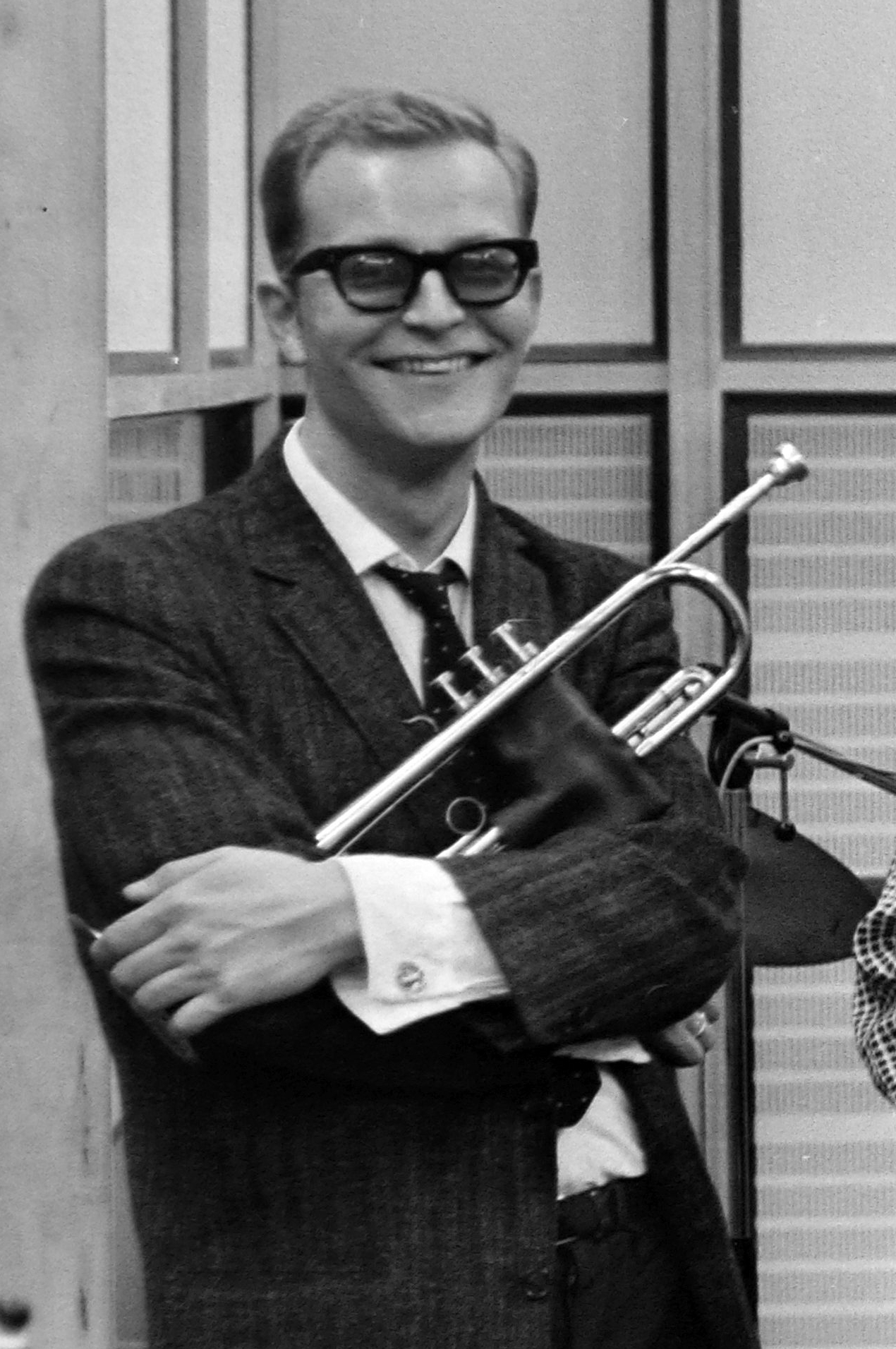
Rudolf Tomsits (1963)

Rudolf Tomsits (* 12. Mai 1946 in Budapest; † 11. Juni 2003 ebenda) war ein ungarischer Jazzmusiker (Trompete, Flügelhorn, Komposition).

## Leben und Wirken
Tomsits, anfänglich Autodidakt, lernte im Alter von acht Jahren in der Schule Trompete; mit 13 Jahren hatte er seinen ersten öffentlichen Auftritt. Als Jugendlicher spielte er in Dixieland-Bands. Er studierte privat Musik bei György Kelényi und Ernő Keil.
Seit 1962 war Tomsits Berufsmusiker, zunächst als Mitglied des von János Gonda geleiteten Qualiton-Ensembles sowie der Gruppen von János Kőrössy und István Bergendy. Ab 1963 lebte er ein Jahr lang in Stockholm, wo er mit Arne Domnerus, Jan Johansson und Egil Johansen zusammenarbeitete. Nach seiner Rückkehr 1964 holte ihn Imre Zsoldos als Solist, Komponist und Arrangeur zur Formation Stúdió 11 des Ungarischen Rundfunks, wo er bis 1979 blieb.
1964 gründete Tomsits sein eigenes Quartett mit György Vukán (Klavier), Balázs Berkes (Bass) und Vilmos Jávori (später Tamás Rosenberg) (Schlagzeug); mit dieser Gruppe war er in mehreren europäischen Ländern auf Tournee. Nicht nur beim Montreux Jazz Festival 1968, sondern auch im Folgejahr gastierte er dort mit dieser Band, die auch auf den Festivals von Bled, Wien, Palermo und Warschau spielte. Im Oktober 1970 trat dieses Quartett bei Jazz in der Kammer in Berlin auf; im Folgejahr unterstützte es als Vorgruppe die Jazz Giants um Dizzy Gillespie, Sonny Stitt, Thelonious Monk und Art Blakey auf deren Europatournee.
Von 1977 bis 1980 leitete Tomsits ein Sextett. Sein Album Studioband, das 1982 auch in der DDR veröffentlicht wurde, enthält am Jazzrock und am Funk orientierte Musik. Von 1980 bis 1992 leitete er die Big Band von Radio Televizija Novi Sad, für die er auch arrangierte und komponierte. Mit Gyula Babos, Aladár Pege und Imre Kőszegi bildete er in den 1990er Jahren das Quartett Take 4, das gelegentlich auch um Sandy Patton erweitert wurde und drei Alben einspielte. Als Solist ist er auf Clark Terrys Album At the Montreux Jazz Festival zu hören. Seit 1992 arbeitete er auch mit der Hobo Blues Band zusammen und hat als Komponist, Arrangeur und Solist zu mehreren Theaterproduktionen und Aufnahmen dieser Band beigetragen.
Tomsits' Kompositionen reichen von Jazz über Unterhaltungsmusik bis hin zu Oratorien. Sein Werk Christus Vinci – Szekszárd Jazz Mass wurde 1991 in der Belvárosi-Pfarrkirche in Szekszárd uraufgeführt. Im selben Jahr machte er Aufnahmen mit führenden finnischen Musikern für den finnischen Rundfunk. 1992 nahm er seine Komposition New World mit der DR Big Band für Danmarks Radio auf. Er komponierte auch für Film und Fernsehen.
Tomsits war als Dozent an der Jazz-Abteilung der Bela-Bartók-Schule tätig. Zwei Jahre lang wirkte er als außerordentlicher Professor an der Franz-Liszt-Musikakademie. 2003 wurde er mit dem Gábor-Szabó-Preis der Ungarischen Jazzvereinigung ausgezeichnet.

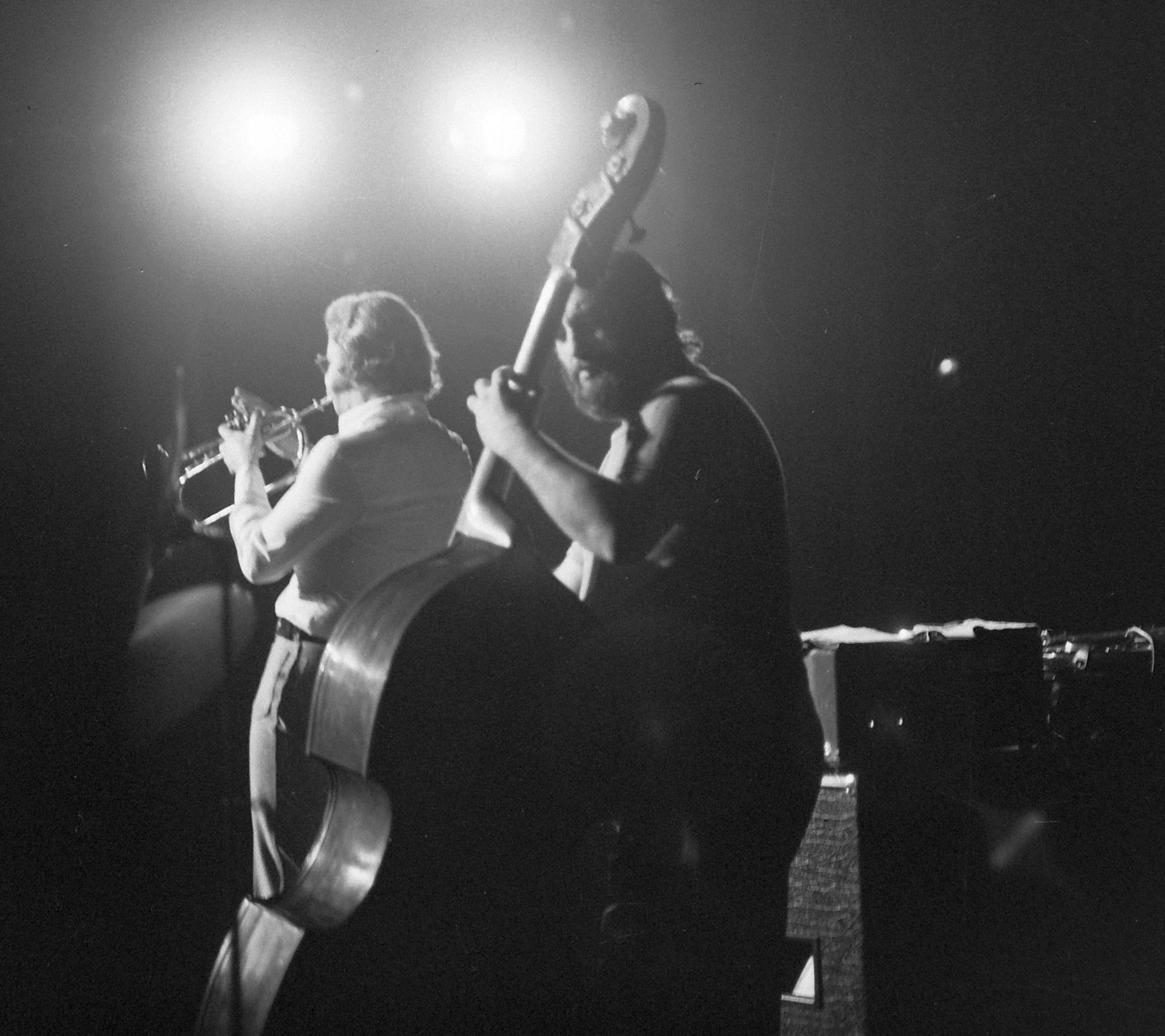
Rudolf Tomsits mit Aladár Pege (1972)

## Diskographische Hinweise
- Studioband (Amiga 1982, mit Büki Zoltán, Attila Deseö, László Dés, Béla Szakcsi Lakatos, János Másik, Gyula Babos, Péter Dandó, Imre Kőszegi, János Solti)[5]
- Babos, Kőszegi, Pege, Tomsits: Take 4 (HTSART 1995)
- Gyula Babos, Imre Kőszegi, Aladár Pege, Rudolf Tomsits, Sandy Patton: Take More (HTSART 1996)
- Babos, Kőszegi, Pege, Tomsits: Csárdáskirálynő Jazz (HTSART 1998)